# Patrick Kinyua
Patrick Kinyua Mbogo (* 6. Juni 1982) ist ein kenianischer Badmintonspieler.

## Karriere
Patrick Kinyua belegte bei den Kenya International 2008 zusammen mit Anitah Alube im Mixed Rang drei, bei den Kenya International 2014 Rang zwei. 2013 war er dort siegreich. 2014 startete er bei den Commonwealth Games.